# 佐野站
佐野站（日语：／ Sano eki */?）是位於日本栃木縣佐野市若松町，屬於東日本旅客鐵道（JR東日本）和東武鐵道的鐵路車站。

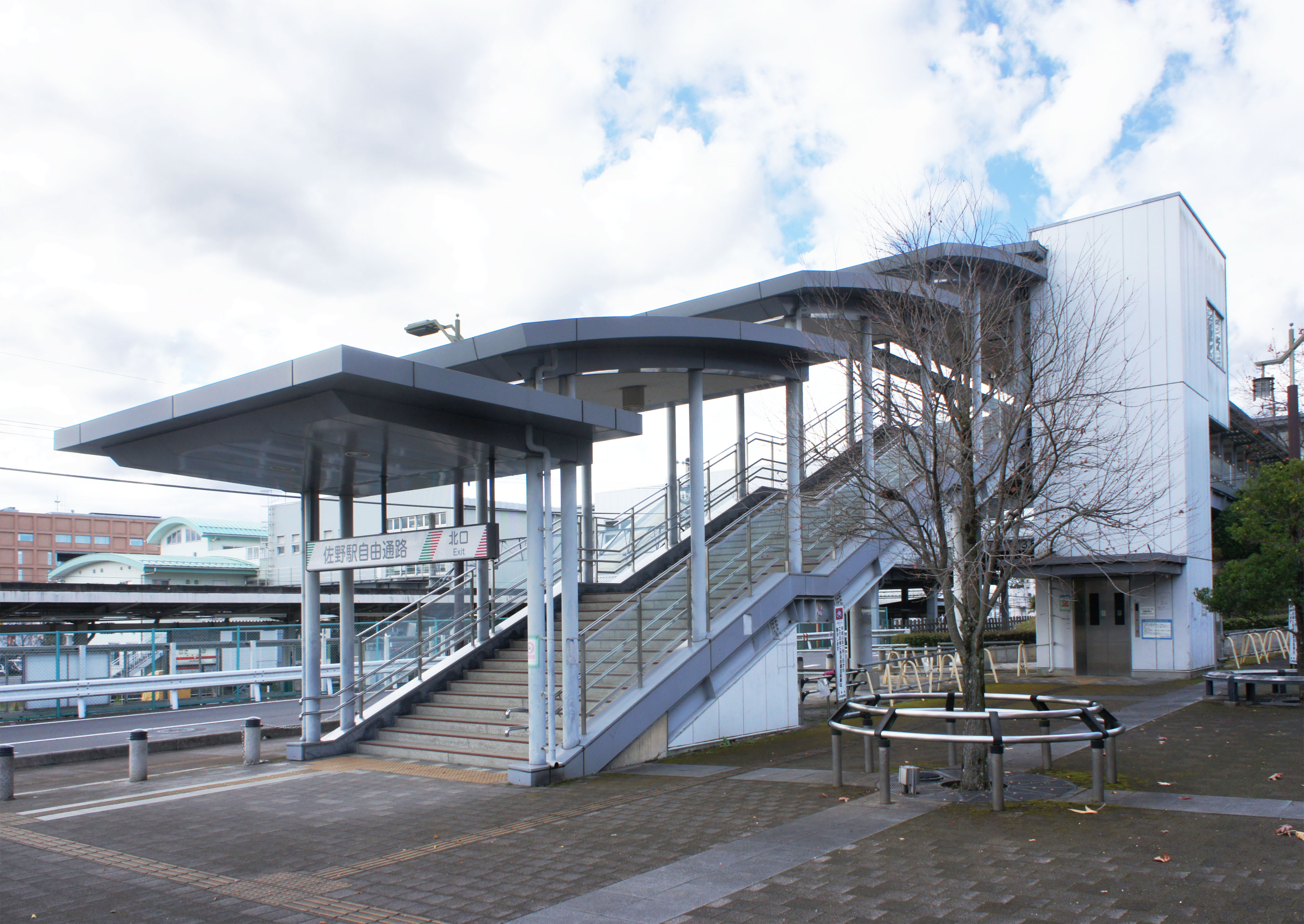
北口（2021年11月）

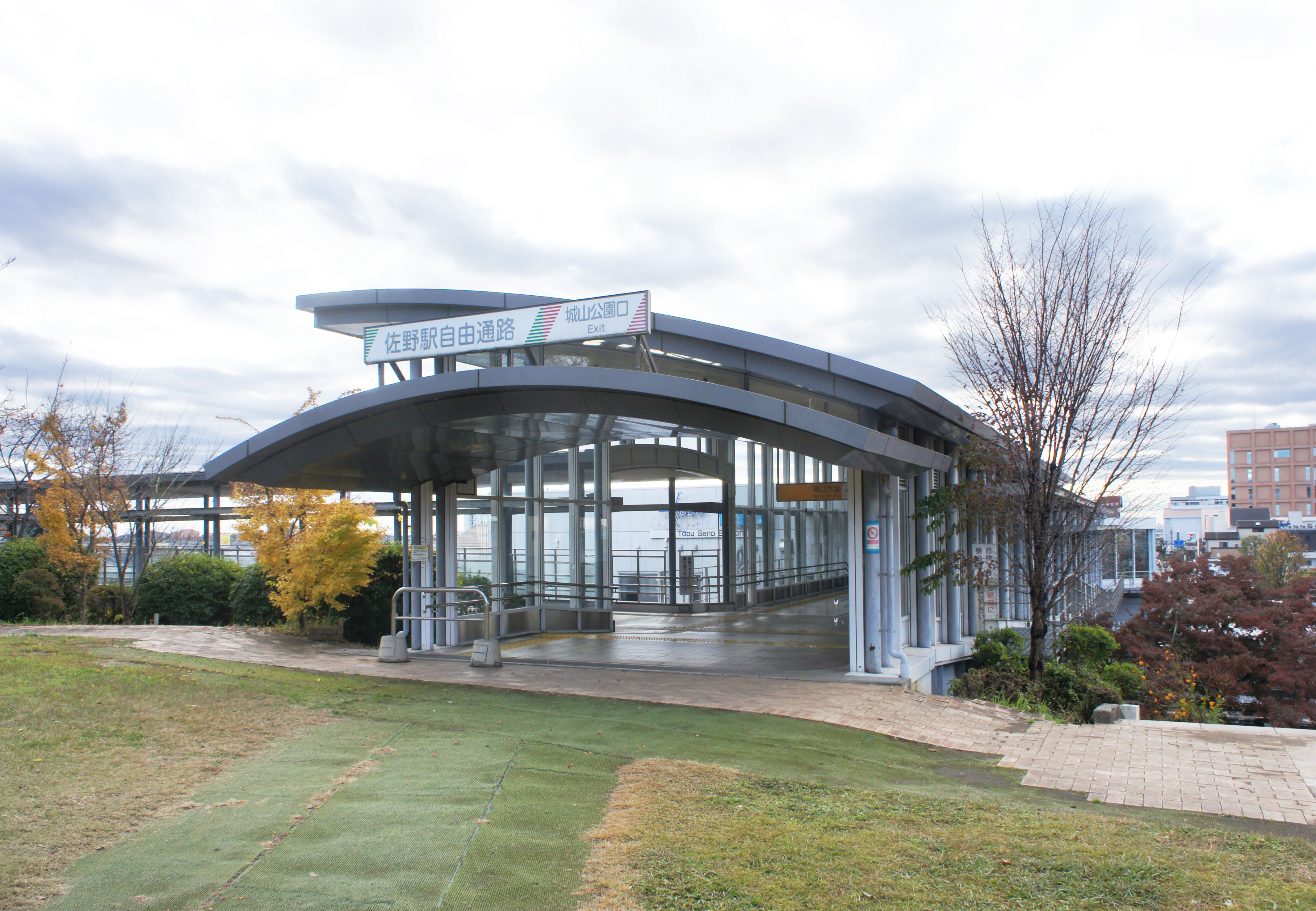
城山公園出入口（2021年11月）

## 概要
本站是以佐野厄除大師門前町發展的佐野市的主要車站與轉乘站。JR東日本兩毛線與東武鐵道佐野線皆在此站停靠。舊站房曾以昭和初期的洋風木造建築入選「關東車站百選」。

## 歴史

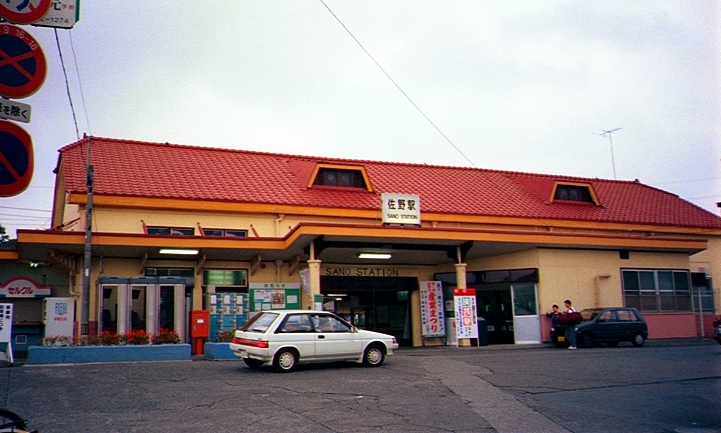
改建前的站房（1996年10月）

- 1888年（明治21年）5月22日：兩毛鐵道車站開業。
- 1890年（明治23年）1月25日：安蘇馬車鐵道開業，在本站南側開設佐野町站（與東武鐵道的佐野市站不同）。
- 1894年（明治27年）3月20日：安蘇馬車鐵道廢止，佐野鐵道開業。
- 1897年（明治30年）1月1日：兩毛鐵道轉讓給日本鐵道。
- 1903年（明治36年）6月17日：佐野鐵道延伸至佐野站[1]。
- 1906年（明治39年）11月1日：日本鐵道國有化。由官設鐵道管轄。
- 1909年（明治42年）10月12日：制定線路名稱，為官設鐵道兩毛線車站。
- 1912年（明治45年）8月12日：東武鐵道與佐野鐵道合併，為佐野線車站。
- 1914年（大正3年）10月16日：東武鐵道佐野町站（現在的佐野市站） - 佐野站通車。同年舊安蘇馬車鐵道、佐野鐵道佐野町站廢站。
- 1949年（昭和24年）6月1日：日本國有鐵道（國鐵）成立，本站為其所屬車站。
- 1982年（昭和57年）11月15日：國鐵停止貨物業務。
- 1987年（昭和62年）4月1日：國鐵分割民營化，為東日本旅客鐵道（JR東日本）車站。
- 1999年（平成11年）9月17日：1928年（昭和3年）建造的站房以昭和初期的洋風木造站房入選「關東車站百選」。
- 2001年（平成13年）11月18日：JR東日本IC卡「Suica」服務啟用。
- 2003年（平成15年）4月16日：跨站式站房啟用[2]，JR東日本舊1號線廢止。
- 2006年（平成18年）3月：劃位車票售票機「もしもし券売機Kaeruくん」啟用[3]。
- 2012年（平成24年）2月22日：「もしもし券売機Kaeruくん」停用，指定席售票機啟用。
- 2014年（平成26年）3月：東武線車站設置自動驗票閘門。

## 車站構造
本站為採用跨站式站房的鐵路車站，並設有南北自由通道。北口有電梯，南口有電梯與電扶梯。JR與東武的驗票口各自獨立。JR側驗票口設有自動驗票閘門，東武側驗票口在2014年3月以前僅有有人工閘口以及IC卡簡易讀卡機。2014年3月設置自動驗票閘門後，IC卡讀卡機也隨之撤除。

### 東日本旅客鐵道
本站為島式月台1面2線，可進行列車交會的地面車站。過去月台的配置為2面3線的複合式月台，跨站式站房啟用時廢除1號線，原島式月台2、3號線整編為新1、2號線。小山側未使用的舊1號線月台還保留著站名標。本站現時是由足利站負責管理，並將業務委託給JR東日本車站服務的業務委託站。而本站過去是管理岩舟站的直營站（配置站長）。站內設有指定席售票機。

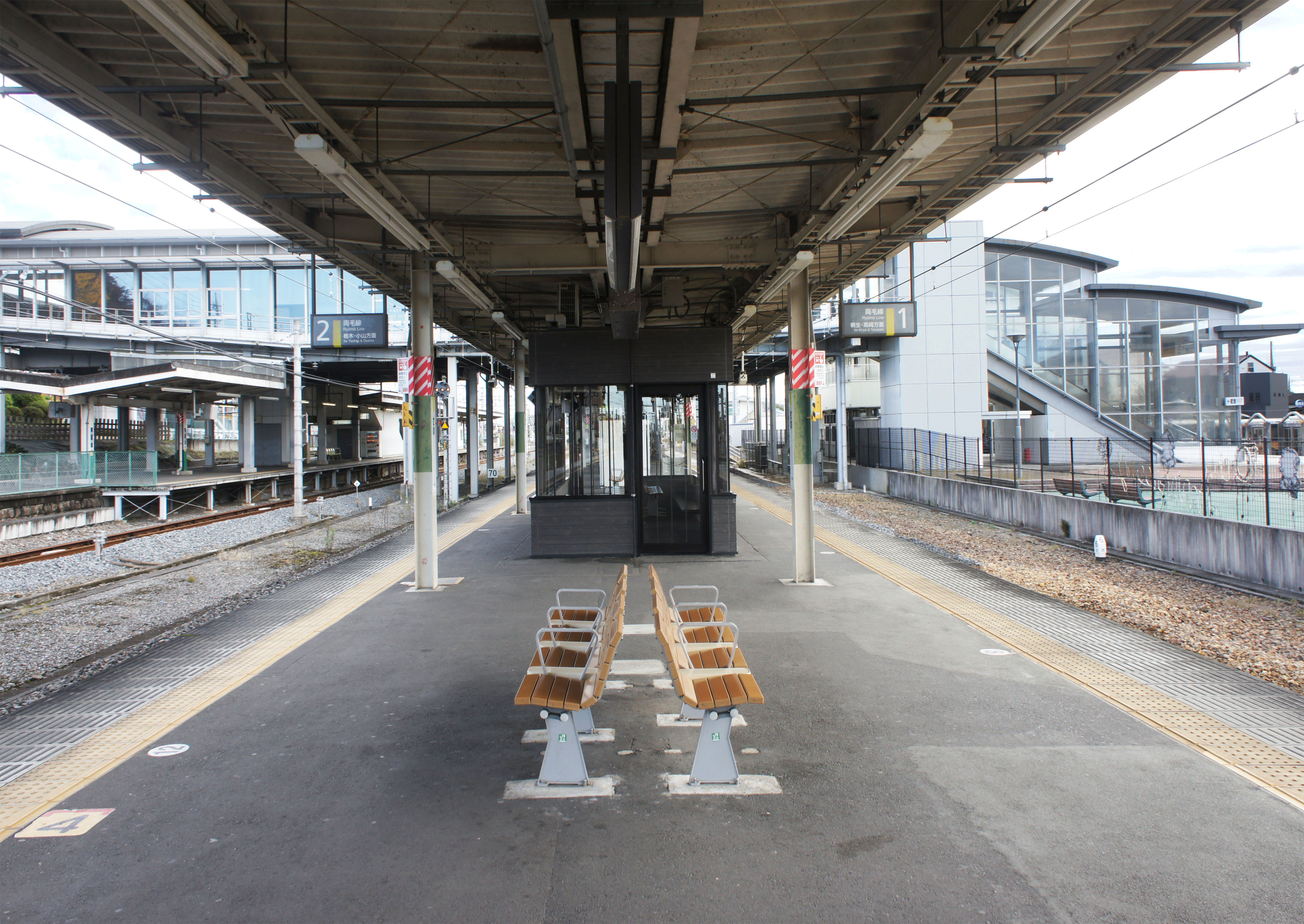
JR月台（2021年11月）

駒形站至本站為單線，本站至岩舟站為複線。

#### 月台配置
| 月台 | 路線    | 方向 | 目的地         |
| ---- | ------- | ---- | -------------- |
| 1    | ■兩毛線 | 上行 | 桐生、高崎方向 |
| 2    | ■兩毛線 | 下行 | 栃木、小山方向 |

（來源：JR東日本:車站構內圖（页面存档备份，存于））

岩舟方向有橫渡線，可往小山方向折返。無法往桐生方向折返，若要折返需使用岩舟站的中線。每年8月舉行足利煙火大會時的加班車有部分班次以本站為起訖站。

#### 東武鐵道
本站為島式月台1面2線的地面車站。車站編號是TI 34。本站為特急「兩毛」的停靠站。2009年（平成21年）6月6日改點起，館林站至佐野市站間的區間列車延駛至本站。2017年（平成29年）4月21日起，本站終停的末班車延駛至葛生站，不再有以本站為終點站的班次。白天時段部分班次配合JR兩毛線班表延長停車時間到10分鐘左右。

#### 月台配置
| 月台 | 路線   | 方向 | 目的地   |
| ---- | ------ | ---- | -------- |
| 1    | 佐野線 | 上行 | 館林方向 |
| 2    | 佐野線 | 下行 | 葛生方向 |

## 使用情況
- JR東日本 - 2019年度一日平均上車人次為3,347人[JR 1]。
  - 兩毛線全線12個有人車站中排行第7位。栃木縣兩毛線車站中次於小山站、栃木站排行第3位。
- 東武鐵道 - 2017年度一日平均上下車人次為3,497人[東武統計 1]。

近年一日平均上下、上車人次的變化如下表。
| 上車人次變化       | 上車人次變化     | 上車人次變化       | 上車人次變化 |
| 年度               | JR東日本         | 東武鐵道           | 東武鐵道     |
| 年度               | 1日平均 上車人次 | 1日平均 上下車人次 | 年上車人次   |
| ------------------ | ---------------- | ------------------ | ------------ |
| 2000年（平成12年） | 3,840            |                    |              |
| 2001年（平成13年） | 3,790            |                    |              |
| 2002年（平成14年） | 3,655            |                    |              |
| 2003年（平成15年） | 3,737            |                    |              |
| 2004年（平成16年） | 3,607            |                    |              |
| 2005年（平成17年） | 3,523            |                    |              |
| 2006年（平成18年） | 3,381            | 2,989              |              |
| 2007年（平成19年） | 3,381            | 3,189              |              |
| 2008年（平成20年） | 3,295            | 3,192              | 603,864      |
| 2009年（平成21年） | 3,295            | 3,032              | 573,881      |
| 2010年（平成22年） | 3,271            | 2,936              | 553,981      |
| 2011年（平成23年） | 3,315            | 2,935              | 547,234      |
| 2012年（平成24年） | 3,319            | 3,067              | 569,113      |
| 2013年（平成25年） | 3,542            | 3,199              | 595,197      |
| 2014年（平成26年） | 3,496            | 3,232              | 603,680      |
| 2015年（平成27年） | 3,529            | 3,426              | 641,450      |
| 2016年（平成28年） | 3,584            | 3,493              |              |
| 2017年（平成29年） | 3,600            | 3,497              |              |
| 2018年（平成30年） | 3,588            |                    |              |
| 2019年（令和元年） | 3,347            |                    |              |

## 車站周邊
南口沿站前通（栃木縣道215號佐野停車場線）往前200公尺左右為佐野市役所。南口雖是市中心，但在郊外國道50號佐野繞道與東北自動車道佐野藤岡交流道交叉點附近的佐野新都市區域開設佐野Premium Outlets與永旺夢樂城佐野新都市等大型店鋪後，市中心商業活動明顯空洞化。
城山口所在的城山公園在每年4月會舉行櫻花祭。城山口往西北方步行約8分可至栃木縣立佐野高等學校與栃木縣立佐野高等學校附屬中學校。
從本站其自行車至佐野日本大學高等學校與佐野日本大學中等教育學校約需25分鐘左右。北口步行5分鐘左右有校車乘車處，可見許多師生在此下車。

### 公共設施
- 佐野市役所
- 佐野市立圖書館
- 佐野警察署（日语：佐野警察署）
- 佐野站前交流廣場 Palport（觀光諮詢處）
- 城山公園
  - 萬葉之里城山紀念館
- 栃木縣立佐野東高等學校（日语：栃木県立佐野東高等学校）

### 郵局、金融機關
- 佐野郵便局（日语：佐野郵便局）
- 佐野大和郵便局
- 佐野堀米郵便局
- 佐野信用金庫（日语：佐野信用金庫）本店
- 足利銀行佐野支店
- 栃木銀行（日语：栃木銀行）佐野支店
- 群馬銀行佐野支店
- 東和銀行（日语：東和銀行）佐野支店

## 巴士路線
- 關東自動車
  - 佐野新都市循環線（左回） 經佐野市文化會館（日语：佐野市文化会館）、永旺夢樂城佐野新都市（日语：イオンモール佐野新都市）往佐野新都市巴士總站（日语：佐野新都市バスターミナル）
  - 佐野新都市循環線（右回） 經佐野厄除大師（日语：佐野厄除け大師）、永旺夢樂城佐野新都市往佐野新都市巴士總站
- 佐野市生活路線巴士「さーのって號」（JR巴士關東運行）
  - 田沼葛生線 經道之驛正中田沼（日语：道の駅どまんなか たぬま）、田沼行政中心往葛生站南巴士回轉場
  - 植下高萩線 經植野町、植下町、高萩町、永旺夢樂城佐野新都市往佐野新都市巴士總站
  - 犬伏線 經相生町、犬伏、米山市営住宅、永旺夢樂城佐野新都市往往佐野新都市巴士總站
  - 運動公園循環線 經厚生醫院、運動公園、佐野日大前、厚生醫院往佐野站

- 高速巴士是在佐野新都市巴士總站（日语：佐野新都市バスターミナル）發車。

### 使用情況

#### JR東日本
1. ↑  . 東日本旅客鉄道.   [2019-07-06]. （原始内容存档于2019-07-05）.
2. ↑  . 東日本旅客鉄道.   [2019-03-21]. （原始内容存档于2019-03-28）.
3. ↑  . 東日本旅客鉄道.   [2019-03-21]. （原始内容存档于2019-03-28）.
4. ↑  . 東日本旅客鉄道.   [2019-03-21]. （原始内容存档于2019-03-28）.
5. ↑  . 東日本旅客鉄道.   [2019-03-21]. （原始内容存档于2019-03-28）.
6. ↑  . 東日本旅客鉄道.   [2019-03-21]. （原始内容存档于2019-03-28）.
7. ↑  . 東日本旅客鉄道.   [2019-03-21]. （原始内容存档于2019-03-28）.
8. ↑  . 東日本旅客鉄道.   [2019-03-21]. （原始内容存档于2019-03-28）.
9. ↑  . 東日本旅客鉄道.   [2019-03-21]. （原始内容存档于2019-03-28）.
10. ↑  . 東日本旅客鉄道.   [2019-03-21]. （原始内容存档于2019-03-28）.
11. ↑  . 東日本旅客鉄道.   [2019-03-21]. （原始内容存档于2019-03-28）.
12. ↑  . 東日本旅客鉄道.   [2019-03-21]. （原始内容存档于2019-03-28）.
13. ↑  . 東日本旅客鉄道.   [2019-03-21]. （原始内容存档于2019-03-28）.
14. ↑  . 東日本旅客鉄道.   [2019-03-21]. （原始内容存档于2019-03-22）.
15. ↑  . 東日本旅客鉄道.   [2019-03-21]. （原始内容存档于2016-03-04）.
16. ↑  . 東日本旅客鉄道.   [2019-03-21]. （原始内容存档于2019-03-28）.
17. ↑  . 東日本旅客鉄道.   [2019-03-21]. （原始内容存档于2019-03-23）.
18. ↑  . 東日本旅客鉄道.   [2019-03-21]. （原始内容存档于2019-03-28）.
19. ↑  . 東日本旅客鉄道.   [2019-03-21]. （原始内容存档于2019-03-22）.
20. ↑  . 東日本旅客鉄道.   [2019-07-06]. （原始内容存档于2019-07-05）.
21. ↑  . 東日本旅客鉄道.   [2020-07-12]. （原始内容存档于2020-07-10）.

#### 東武鐵道
1日平均上下車人次
1. 1 2  . 東武鉄道.   [2018-09-30]. （原始内容存档于2019-03-10）.
2. ↑   (PDF). 関東交通広告協議会: 18.   [2019-03-10]. （原始内容存档 (PDF)于2019-03-10）.
3. ↑   (PDF). 関東交通広告協議会: 18.   [2019-03-10]. （原始内容存档 (PDF)于2019-03-10）.
4. ↑   (PDF). 関東交通広告協議会: 19.   [2019-03-10]. （原始内容存档 (PDF)于2019-03-10）.
5. ↑   (PDF). 関東交通広告協議会: 18.   [2019-03-10]. （原始内容存档 (PDF)于2019-03-10）.
6. ↑   (PDF). 関東交通広告協議会: 18.   [2019-03-10]. （原始内容存档 (PDF)于2019-03-10）.
7. ↑   (PDF). 関東交通広告協議会: 18.   [2019-03-10]. （原始内容存档 (PDF)于2019-03-10）.
8. ↑   (PDF). 関東交通広告協議会: 18.   [2019-03-10]. （原始内容存档 (PDF)于2019-03-10）.
9. ↑   (PDF). 関東交通広告協議会: 17.   [2019-03-21]. （原始内容存档 (PDF)于2019-03-20）.
10. ↑   (PDF). 関東交通広告協議会: 17.   [2019-03-10]. （原始内容存档 (PDF)于2019-03-10）.
11. ↑   (PDF). 関東交通広告協議会: 17.   [2019-03-10]. （原始内容存档 (PDF)于2019-03-10）.
12. ↑   (PDF). 関東交通広告協議会: 17.   [2019-03-10]. （原始内容存档 (PDF)于2019-03-10）.

年間上車人次
1. ↑   (PDF). 栃木県: 134. 2009  [2019-03-02]. （原始内容存档 (PDF)于2019-03-02）.
2. ↑   (PDF). 栃木県: 134. 2010  [2019-03-02]. （原始内容存档 (PDF)于2019-03-02）.
3. ↑   (PDF). 栃木県: 134. 2011  [2019-03-02]. （原始内容存档 (PDF)于2019-03-02）.
4. ↑   (PDF). 栃木県: 134. 2012  [2019-03-02]. （原始内容存档 (PDF)于2019-03-02）.
5. ↑   (PDF). 栃木県: 140. 2013  [2019-03-10]. （原始内容存档 (PDF)于2019-03-10）.
6. ↑   (PDF). 栃木県: 134. 2014  [2019-03-10]. （原始内容存档 (PDF)于2019-03-10）.
7. ↑   (PDF). 栃木県: 134. 2015  [2019-03-10]. （原始内容存档 (PDF)于2019-03-10）.
8. ↑   (PDF). 栃木県: 134. 2016  [2019-03-10]. （原始内容存档 (PDF)于2019-03-10）.

## 外部連結
- 車站資訊（佐野）：東日本旅客鐵道
- 佐野站（車站資訊） - 東武鐵道